# Fort Scott
La ville de Fort Scott est le siège du comté de Bourbon, situé dans le Kansas, aux États-Unis. En 2010 sa population était de 8 087 habitants.